# Oberaschbach
Oberaschbach (früher auch Ober-Aschbach) ist eine Ortschaft und eine Katastralgemeinde der Marktgemeinde Aschbach-Markt, Niederösterreich.

## Geografie
Das Dorf liegt 4 Kilometer nördlich des Hauptortes Aschbach-Markt an der Landesstraße L84 und besteht aus mehreren bäuerlichen Anwesen. In der Ortschaft und Katastralgemeinde befinden sich weiters die Weiler Feitzing, Fimbach, Langholz, Linden und Schmiedleiten, die Rotten Edla, Fohra, Gobetzberg und Samesbruck sowie einige Einzellagen. Am 1. Jänner 2024 zählte die Ortschaft 305 Einwohner. Insgesamt 6,89 km² der Katastralgemeinde sind Äcker, Wiesen und Weiden und 0,72 km² sind bewaldet.

## Geschichte
Im Jahr 1822 wurde der Ort als Dorf mit 14 Häusern genannt, das nach Aschbach Markt eingepfarrt war, wohin auch die Kinder eingeschult wurden. Die Stiftsherrschaft Ardagger besaß die Ortsobrigkeit, die Herrschaft Salaberg übte die Landgerichtsbarkeit aus und die Herrschaft Aschbach besorgte die Konskription. Die Untertanen und Grundholde des Ortes gehörten den Herrschaften Weinzierl, Ennsegg, Ardagger, Michaelbeuern, Seitenstetten, Zeillern, Wallsee und Sooß. Nach den Reformen 1848/1849 konstituierte sich Oberaschbach 1850 zur selbständigen Gemeinde. Diese war bis 1868 dem Amtsbezirk Seitenstetten zugeteilt und danach dem Bezirk Amstetten. Damals wie heute war Oberaschbach der Pfarre Aschbach zugeteilt, deren Zentrum die Pfarrkirche Aschbach-Markt darstellt und die vom Stift Seitenstetten betreut wird.